# Gaius Pompeius Planta

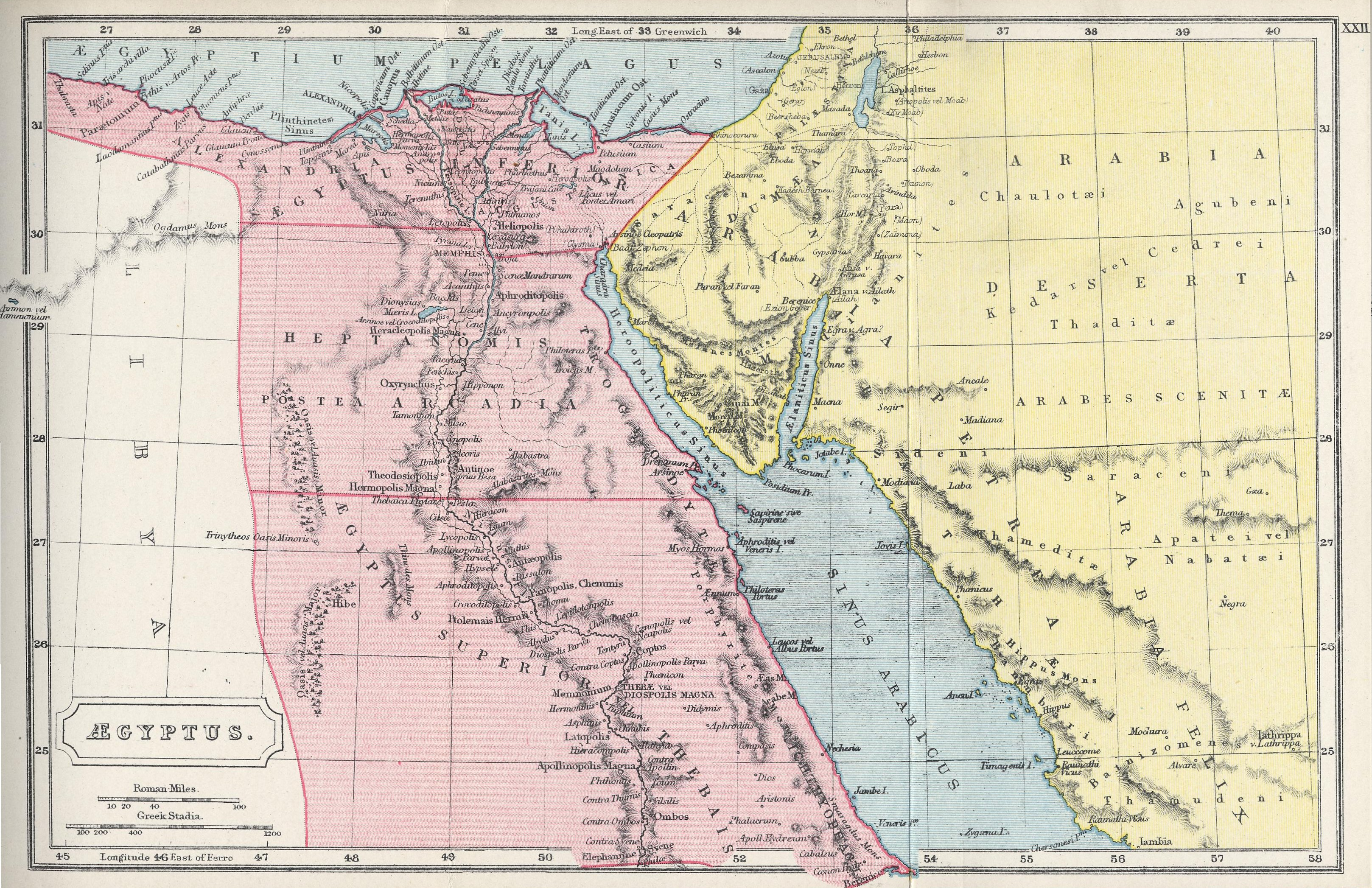
Die kaiserliche Provinz Ägypten

Gaius Pompeius Planta (* im 1. Jahrhundert; † im 2. Jahrhundert) war ein römischer Ritter, der im Jahr 69, in dem sogenannten Vierkaiserjahr, als Offizier bei den Auseinandersetzungen zwischen Otho und Vitellius teilgenommen hatte.
Unter Vespasian, der sich letztlich als Princeps durchsetzte, diente er frühestens im Jahr 74 als Prokurator in der kaiserlichen Provinz Lycia et Pamphylia. In den Jahren 98 bis 100 amtierte er unter dem Kaiser Trajan als Praefectus Aegypti, also als Statthalter der Provinz Aegyptus.
Gaius Pompeius Planta, der eine historische Abhandlung über Vitellius verfasste, stand in einem freundschaftlichen Verhältnis zu Trajan. Das belegt der Briefwechsel, der zwischen Trajan und Plinius geführt wurde. In den Schreiben wurde der Kaiser ersucht, einigen Freigelassenen in Alexandria, die Plinius nahe standen, das Bürgerrecht zu gewähren.
Aus dem überlieferten Inhalt weiterer Korrespondenz zwischen Plinius und einem späteren Präfekten von Ägypten, Gaius Vibius Maximus, lässt sich der Tod des Gaius Pompeius Planta zwischen den Jahren 100 bis 110 datieren. Dieser Nachfolger hatte aus nicht mehr bekannten Gründen eine Schrift verfasst, deren Inhalt seinen Amtsvorgänger angreift und diskreditiert.